# Atari (go)

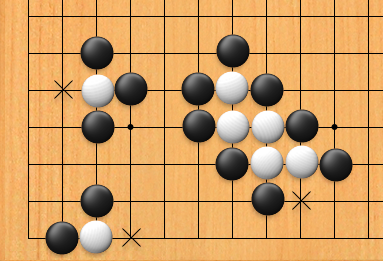
Alla de vita stenarna befinner sig i atari och kan fångas.

Atari är en term inom brädspelet go med japanskt ursprung. En sten, eller en grupp av stenar, som kan fångas av motståndaren i nästa drag befinner sig i atari. Termen påminner således om schack-termen "schack" men gäller vilka stenar som helst. Mer utförligt är atari sammankopplat med friheter. För att en sten, eller grupp av stenar, ska leva måste den ha friheter och atari uppstår när det bara finns en sådan kvar.